# Анза-Борего
Пустинята Анза-Борего (на английски: Anza-Borrego Desert State Park) се намира в югоизточна Калифорния и представлява най-големият парк на щата. Намира се на около 2 часа път с кола от Сан Диего, Ривърсайд и Палм Спрингс. Разпростира се на площ от около 935 квадратни мили (2420 квадратни километра). Обявена е за парк през 1933 година. Единственият град в този район е Борего Спрингс (Borrego Springs). В близост се намират топли минерални извори, които дават името на града (на английски spring означава извор). През 1979 година врати отваря и туристическият център (Visitor's Center).

## Флора и фауна
Релефът, флората и фауната са твърде разнообразни. На места планините се издигат до 5500 фута (1675 метра), а на други места слизат под морското равнище. По-голямата част от пустинята е достижима само с автомобил с висока проходимост. Черните пътища са с обща дължина 500 мили (804 километра). Някои от животните, които се срещат в района са гущери (Sauromalus), игуани, гърмящи змии (Crotalus ruber), оранжеви лисици (Vulpes macrotis), златни орли (Aquila chrysaetos), пуми (Puma concolor) и около 80 вида птици. Флората се състои основно от кактуси, много рядко палми или друга растителност.
- Изглед на пустинята Анза Борего, Калифорния

## Райони
Пустинята Анза-Борего има 7 географски и геоложки района:
- Анза (Anza Region)
- Блеър Вали (Blair Valley Region)
- Борего Бедлендс (Borrego Badlands Region)
- Бау Уилоу (Bow Willow Region)
- Фиш Крик (Fish Creek Region)
- Санта Рóса (Santa Rosa Region)
- Тамариск Гроув (Tamarisk Grove Region)

Най-недостъпният, най-неизследваният е Бедлендс. Една от най-забележителните гледки се открива от Фонт Поинт, Бедлендс.

## Климат
Средните месечни температури варират значително. Най-високата регистрирана температура е 121 °F(49,5 °C) през 1996.
| Средни месечни температури за пустинята Анза-Борего |      |     |      |      |      |     |     |     |      |      |      |     |      |
|                                                     | Год. | Ян. | Фев. | Март | Апр. | Май | Юни | Юли | Авг. | Сеп. | Окт. | Но. | Дек. |
| Вис.°F                                              | 87   | 69  | 73   | 77   | 84   | 93  | 102 | 107 | 105  | 100  | 90   | 78  | 69   |
| Нис.°F                                              | 58   | 43  | 46   | 49   | 53   | 60  | 68  | 75  | 74   | 69   | 60   | 50  | 43   |

## История
Името си паркът получава от испанския изследовател Хуан Баутиста де Анза (Juan Bautista de Anza), който го посещава пръв през 1772, и думата агне (на испански: borrego), най-вероятно поради типичните за този район дългороги кози (Ovis canadensis nelsoni). По това време районът е населяван от индианското племе Кумейаи (Kumeyaay). С Хуан Баутиста пътуват още 240 заселници и около 1000 домашни животни. Сто години по-късно, по време на златната треска, през пустинята минават кервани, спират на всеки 30 – 40 км в оазисите, които дават подслон на застрашените от изчезване овце (останали около 300 на брой). Паркът разполага с много археологически находки свидетелстващи за минало индианско присъствие. На отделни места все още могат да се забележат петроглифи и пиктографи – видове изкуство върху камък. Повечето от тях обаче се пазят в тайна за да бъдат предпазени от евентуален грабеж и вандализъм.
Първата научна експедиция е организирана през 1937 година с цел изследване на слонското дърво (Elephant tree) и неговите лечебни свойства.
Фондацията и институтът Анза-Борего, които са създадени през 1967 година активно съдействат за запазване на животинските видове и природата като цяло. Те също изпълняват изследователска, образователна и обществена дейност – организират лагери за петокласници, съвместни програми за възрастни с научните работници, прожекции на филми и отпечатване на брошури.